# Сууре-Яаниский район
Сууре-Яаниский район (эст. Suure-Jaani rajoon) — административно-территориальная единица в составе Эстонской ССР, существовавшая в 1950—1959 годах. Центр — Сууре-Яани. Площадь района в 1955 году составляла 924,3 км².

## История
Сууре-Яаниский район был образован в 1950 году, когда уездное деление в Эстонской ССР было заменено районным. В 1952 году район был включён в состав Пярнуской области, но уже в апреле 1953 года в результате упразднения областей в Эстонской ССР район был возвращён в республиканское подчинение.
В 1959 году Сууре-Яаниский район был упразднён.

## Административное деление
В 1955 году район включал 1 город (Сууре-Яани), 1 посёлок городского типа (Выхма) и 7 сельсоветов: Арьяндиский, Вастемыйзаский, Каансооский, Мыйзакюлаский, Олуствереский, Сюргавереский, Тяэксиский.